# Farewell to Tarwathie
Farewell to Tarwathie (Fareweel Tae Tarwathie) è una canzone scritta da George Scroggie (1826-1907), un poeta-contadino scozzese che visse, nel nord-est della Scozia, più precisamente nell'Aberdeenshire: nella fattoria di Tarwathie, secondo alcuni nei dintorni di Crimond (Creemond), a circa 3 km dalla costa  secondo altri un mugnaio che viveva vicino ad Aberdeen, nel Castello di Fedderate, New Deer

## Origini e testo
Il brano fa parte della raccolta The Peasant's Lyre, conservata nella Biblioteca del Congresso, pubblicato nel 1857 ad Aberdeen, in cui troviamo la poesia Farewell to Tarwathie di ben 16 strofe.
Qualche studioso ha rilevato vari gradi di parentela tra la famiglia Scroggie e i Cardno, questi ultimi avevano più affinità con il mare ed erano dei balenieri. La poesia è il saluto del protagonista alla sua amata terra natia, poco prima della partenza alla volta della Groenlandia su di una baleniera. Il protagonista è triste perché deve lasciare la sua casa per intraprendere il lungo e pericoloso viaggio, ma è speranzoso di farvi ritorno più ricco.
Nel periodo in cui la poesia era stata scritta, corrisponde al nuovo impulso dato alla caccia delle balene, con l’introduzione dei battelli a vapore. Tuttavia la baleniera Tay, che era stata la prima al mondo a montare un motore a vapore, aveva salpato dal porto di Dundee nel 1857: per cui si presume che la baleniera, su cui si imbarcherà il protagonista, fosse ancora un veliero.
Bob Dylan, nel ripercorrere le sequenze della composizione di Farewell, Angelina, aveva affermato che la canzone di George Scroggie, era stata ispirata dalla vecchia ballata tradizionale, risalente al XVIII secolo, Wagoner's Lad.

## Incisioni
- ca. 1956, Ewan MacColl
- 1966, Gordon McIntyre, A Wench, a Whale and a Pint of Good Ale (album).
- 1972, Judy Collins, Colors of the Day
- 1973 Fungus – Farewell To Tarwathie
- 1975, Liam Clancy – Farewell To Tarwathie [7]